# 26197 Bormio
26197 Bormio (1997 FN1) là một tiểu hành tinh vành đai chính được phát hiện ngày 31 tháng 3 năm 1997 bởi F. Manca và P. Sicoli ở Sormano.